# Parazoa
Los parazoos (Parazoa, gr. παρα-, para, "junto a", y ζωα, zoa, "animal") son un taxón con categoría de subreino que se sitúa en la base del árbol filogenético del reino animal en oposición al subreino Eumetazoa; agrupa las formas más primitivas, caracterizadas por no poseer tejidos propiamente dichos o que, en todo caso, estos tejidos están solo parcialmente diferenciados. Por lo general agrupa a un único filo, Porifera, que carecen de músculos, nervios y órganos internos, lo que los asemeja en muchos casos a una colonia celular más que a un organismo multicelular propiamente dicho. Todos los demás animales son eumetazoos, que sí poseen tejidos diferenciados.
En ocasiones, Parazoa reúne a Porifera con Archaeocyatha, un grupo de esponjas extintas a veces consideradas un filo aparte. En otros casos se incluye a Placozoa, dependiendo de los autores.

## Porifera y Archaeocyatha
Porifera y Archaeocyatha presentan similitudes como el hábitat bentónico, sésil y la presencia de poros, con diferencias como la presencia de paredes internas y septos en Archaeocyatha. Han sido considerados filos separados, sin embargo, el consenso es cada vez mayor de que Archaeocyatha era de hecho un tipo de esponja que puede clasificarse en Porifera. Dado que los Cancelóridos parecen ser hermanos de los animales con tejidos verdaderos (Eumetazoa y/o ParaHoxozoa), es posible que los poríferos sean parafiléticos.

## Porifera y Placozoa
Algunos autores incluyen en Parazoa a los filos poríferos o esponjas y placozoos —que comprende sólo la especie Trichoplax adhaerens— sobre la base de características primitivas compartidas: Ambos son simples, muestran carencia de tejidos verdaderos y órganos, tienen reproducción tanto asexual como sexual y son invariablemente acuáticos. Como animales, son un grupo que en varios estudios están en la base del árbol filogenético aunque de forma parafilética. De este grupo sólo sobreviven las esponjas, que pertenecen al phylum Porifera, y Trichoplax en el filo Placozoa.
Parazoa no muestran ninguna simetría corporal (son asimétricas); todos los otros grupos de animales muestran algún tipo de simetría. Actualmente hay 5000 especies, 150 de las cuales son de agua dulce. Las larvas son planctónicas y los adultos son sésiles. La división Parazoa-Eumetazoa se ha estimado en hace 940 millones años.
El grupo Parazoa ahora se considera parafilético. Cuando se le hace referencia, a veces se le considera un equivalente a los Porifera.
Algunos autores incluyen a los Placozoa, un filo que consta de una sola especie, Adhaerens trichoplax, en la división, pero a veces también se coloca en el subreino Agnotozoa.

## Filogenia
De acuerdo con la filogenia más actualizada, Porifera no tendría una relación directa con Placozoa. En todo caso, los placozoos serían celentéreos simplificados y sin características comunes con las esponjas.
|  | Bilateria                                             |
|  |                                                       |
|  | \| \| Cnidaria \| \| \| \| \| \| Placozoa \| \| \| \| |
|  |                                                       |
|  | Cnidaria                                              |
|  |                                                       |
|  | Placozoa                                              |
|  |                                                       |

|  | Cnidaria |
|  |          |
|  | Placozoa |
|  |          |

|  | Bilateria                                             |
|  |                                                       |
|  | \| \| Cnidaria \| \| \| \| \| \| Placozoa \| \| \| \| |
|  |                                                       |
|  | Cnidaria                                              |
|  |                                                       |
|  | Placozoa                                              |
|  |                                                       |

|  | Cnidaria |
|  |          |
|  | Placozoa |
|  |          |

|  | Bilateria                                             |
|  |                                                       |
|  | \| \| Cnidaria \| \| \| \| \| \| Placozoa \| \| \| \| |
|  |                                                       |
|  | Cnidaria                                              |
|  |                                                       |
|  | Placozoa                                              |
|  |                                                       |

|  | Cnidaria |
|  |          |
|  | Placozoa |
|  |          |

|  | Bilateria                                             |
|  |                                                       |
|  | \| \| Cnidaria \| \| \| \| \| \| Placozoa \| \| \| \| |
|  |                                                       |
|  | Cnidaria                                              |
|  |                                                       |
|  | Placozoa                                              |
|  |                                                       |

|  | Cnidaria |
|  |          |
|  | Placozoa |
|  |          |

Los parazoos, son en realidad un grupo parafilético, al igual que las esponjas en sentido tradicional. Los trilobozoos pueden ser hermanos de los ctenóforos (Hipótesis Hexaradiozoa o Subreino Vendobionta) o bien ser el grupo hermano de ParaHoxozoa (Hipótesis Coelenterata/Eumetazoa sin Ctenophora), aquí se toma esa última opción, disolviendo totalmente Vendobionta, y dado que Vendobionta está disuelto, Petalonamae puede ser parte del subreino Parazoa siendo un grado de jalea de peine del grupo total. Los petalonamos fueron ubicados en una politomía con Choanoflagellatea y Metazoa alguna vez, no obstante se hace más evidente una afinidad como el grupo troncal de las jaleas de peine, sumado al hecho de que los ctenóforos no poseen coanocitos o algún homólogo a ese tipo de células.
| Ctenozoa | Ctenophora       |
|          | Ctenophora       |
|          | Petalonamae (Pa) |
|          |                  |

|            | Chancelloriida                                               |
|            |                                                              |
| Eumetazoa? | \| \| ¿Trilobozoa? \| \| \| \| \| \| ParaHoxozoa \| \| \| \| |
|            | \| \| ¿Trilobozoa? \| \| \| \| \| \| ParaHoxozoa \| \| \| \| |
|            | ¿Trilobozoa?                                                 |
|            |                                                              |
|            | ParaHoxozoa                                                  |
|            |                                                              |

|  | ¿Trilobozoa? |
|  |              |
|  | ParaHoxozoa  |
|  |              |

| Ctenozoa | Ctenophora       |
|          | Ctenophora       |
|          | Petalonamae (Pa) |
|          |                  |

|            | Chancelloriida                                               |
|            |                                                              |
| Eumetazoa? | \| \| ¿Trilobozoa? \| \| \| \| \| \| ParaHoxozoa \| \| \| \| |
|            | \| \| ¿Trilobozoa? \| \| \| \| \| \| ParaHoxozoa \| \| \| \| |
|            | ¿Trilobozoa?                                                 |
|            |                                                              |
|            | ParaHoxozoa                                                  |
|            |                                                              |

|  | ¿Trilobozoa? |
|  |              |
|  | ParaHoxozoa  |
|  |              |